# José Joaquín Rojas
Pour les articles homonymes, voir Rojas et Gil.
Rojas  Gil est un nom espagnol. Le premier nom de famille, en général paternel, est Rojas ; le second, en général maternel, souvent omis, est Gil.
José Joaquín Rojas Gil, né le 8 juin 1985 à Cieza, est un coureur cycliste espagnol. Il a fait ses débuts professionnels avec l'équipe Liberty Seguros-Würth en 2006. Il signe en 2007 à la Caisse d'Épargne, qui devient Movistar en 2011. Douze ans plus tard, il arrête sa carrière de coureur et devient directeur sportif de cette formation.

## Biographie
Le frère de José Joaquin Rojas Gil, Mariano, devient cycliste professionnel de 1994 à 1996 dans l'équipe ONCE. Il est décédé en 1996 dans un accident de circulation.
En 2010, il termine cinquième du championnat d'Espagne sur route.
En 2011, il remporte la sixième étape du Tour de Catalogne. Il termine 18e du Tour des Flandres, sa meilleure performance sur une course pavée. Fin juin, il prend la quatorzième place du Tour de Suisse. Le 26 juin, il devient, presque quinze ans jour pour jour après le décès de son frère ainé et un mois après celui de son ami et coéquipier Xavier Tondo, champion d'Espagne de la course en ligne à Benicàssim en devançant au sprint Alberto Contador. Il se présente au départ du Tour de France en outsider pour le maillot vert. Lors du Tour de France, Il prend le maillot vert dès la troisième étape. Après plusieurs places d'honneur sur le Tour de France, Rojas termine 2e du classement par points du Tour de France 2011. Il est sélectionné pour les championnats du monde à Copenhague.
En 2012, sur Gand-Wevelgem alors qu'il est encore dans le coup pour la victoire, il chute à 100 m de la ligne. Sur le Tour de France, il est victime d'une chute collective au cours de la 3e étape. Atteint d'une triple fracture de la clavicule gauche, il doit abandonner.
À l'issue de la saison 2013, le contrat qui le lie à Movistar est prolongé pour les deux années suivantes.
Rojas est exclu du Tour de France 2014 au cours de la dix-huitième étape pour s'être abrité exagérément derrière une voiture dans la descente du col du Tourmalet.
Fin 2014, La Gazzetta dello Sport révèle qu'il fait partie des clients du controversé médecin italien Michele Ferrari. Il déclare avoir consulté le médecin uniquement au sujet des entraînements.
Au mois de septembre 2015, il prolonge son contrat avec la formation Movistar. Il fait de même l'année suivante.
En 2017, il est présélectionné pour participer aux championnats d'Europe de cyclisme sur route.
En octobre 2022, Movistar annonce l'extension du contrat de Rojas jusqu'en fin d'année 2023.
Parmi tous les cyclistes n'ayant jamais remporté d'étape sur les grands tours, il est celui qui compte le plus de top 10. Il a en effet achevé 51 étapes parmi les dix premiers.
Après 19 saisons professionnelles, dont 16 au sein de la Movistar, il met un terme à sa carrière de coureur en octobre 2023.
Rojas ne quitte cependant pas la formation Movistar, il y entame en 2024 une carrière de directeur sportif.

## Palmarès et classements mondiaux

### Palmarès amateur
- 2001
  -  Champion d'Espagne de course aux points cadets
  - 2e du championnat d'Espagne de poursuite cadets
- 2002
  -  Champion d'Espagne sur route juniors
  - 4e étape du Giro della Lunigiana
- 2003
  -  Champion d'Espagne du contre-la-montre juniors
  - Vainqueur de la Coupe d'Espagne juniors
  - Vuelta al Besaya :
    - Classement général
    - 2e, 3ea (contre-la-montre) et 4e étapes

  - 4e du championnat du monde sur route juniors
- 2004
  - Ereñoko Udala Sari Nagusia
  - Classement général du Tour de Valladolid
  - Trofeo Santiago en Cos
  - 2e du Grand Prix Macario
  - 2e du Laukizko Udala Saria
  - 2e de l'Antzuola Saria
- 2005
  - Laukizko Udala Saria
  - Insalus Saria
  - 2e du Circuito de Pascuas
  - 2e du Tour d'Estrémadure
  - 3e du Tour de la Bidassoa
  - 3e du San Bartolomé Saria

### Palmarès professionnel
| - 2007 - 1re étape du Tour de Murcie - 2e du Trofeo Mallorca - 2e du Trofeo Cala Millor-Cala Bona - 3e du Circuit de Getxo - 9e de Gand-Wevelgem - 9e du Tour de Pologne - 2008 - Trofeo Pollenca - 2e du GP Llodio - 3e du Tour Down Under - 5e du Grand Prix de Plouay - 5e de la Vattenfall Cyclassics - 7e de Gand-Wevelgem - 2009 - 2e étape du Tour de l'Ain - 3e du Tour Down Under - 3e du Trofeo Mallorca - 2010 - 2e du Gran Premio dell'Insubria - 3e des Quatre Jours de Dunkerque - 5e du Grand Prix de Plouay - 2011 - Champion d'Espagne sur route - Trofeo Deiá - 6e étape du Tour de Catalogne - 2e de la Clásica de Almería - 3e du Trofeo Magaluf-Palmanova - 5e de la Vattenfall Cyclassics - 7e du Grand Prix de Plouay | - 2012 - 1re étape du Tour du Pays basque - 1re étape du Tour d'Espagne (contre-la-montre par équipes) - 2013 - 3e du Trofeo Migjorn - 4e de la Vattenfall Cyclassics - 2014 - 1re étape du Tour de Castille-et-León - 4e de Paris-Nice - 2015 - 1re étape du Tour du Qatar - 3e du Trofeo Santanyí-Ses Salines-Campos - 2016 - Champion d'Espagne sur route - 2017 - 3e du Tour de La Rioja - 5e de l'Amstel Gold Race |  |

### Résultats sur les grands tours

#### Tour de France
8 participations
- 2009 : 84e
- 2010 : 68e
- 2011 : 80e
- 2012 : abandon (3e étape)
- 2013 : 79e
- 2014 : exclu (18e étape)
- 2018 : abandon (9e étape)
- 2020 : 70e

#### Tour d'Italie
6 participations
- 2007 : abandon (10e étape)
- 2016 : 49e
- 2017 : 50e
- 2019 : 50e
- 2022 : 69e
- 2023 : 79e

#### Tour d'Espagne
8 participations
- 2012 : non-partant (14e étape), vainqueur de la 1re étape (contre-la-montre par équipes)
- 2015 : 43e
- 2016 : abandon (20e étape)
- 2017 : 22e
- 2019 : 30e
- 2020 : 32e
- 2021 : 56e
- 2022 : 48e

### Classements mondiaux
| Année                                 | 2006 | 2007 | 2008 | 2009 | 2010 | 2011 | 2012 | 2013 | 2014 | 2015 | 2016 | 2017 | 2018 | 2019 | 2020 | 2021 | 2022  | 2023 |
| ------------------------------------- | ---- | ---- | ---- | ---- | ---- | ---- | ---- | ---- | ---- | ---- | ---- | ---- | ---- | ---- | ---- | ---- | ----- | ---- |
| UCI ProTour                           | 204e | 91e  | 8e   |      |      |      |      |      |      |      |      |      |      |      |      |      |       |      |
| Calendrier mondial                    |      |      |      | 54e  | 93e  |      |      |      |      |      |      |      |      |      |      |      |       |      |
| UCI World Tour                        |      |      |      |      |      | 49e  | 137e | 82e  | 75e  | 126e | nc   | 94e  | 204e |      |      |      |       |      |
| Classement mondial                    |      |      |      |      |      |      |      |      |      |      | 402e | 129e | 397e | 268e | 761e | 527e | 1244e | 661e |
| UCI Europe Tour                       |      |      |      |      |      |      |      |      |      |      | 296e | 387e | 401e | 219e | 609e | 424e | 866e  | nc   |
|                                       |      |      |      |      |      |      |      |      |      |      |      |      |      |      |      |      |       |      |
| Légende : nc = non classéSource : UCI |      |      |      |      |      |      |      |      |      |      |      |      |      |      |      |      |       |      |